# Yamaguchi Patsfive
Lo Yamaguchi Patsfive (山口パッツファイブ) è una società cestistica avente sede a Ube, in Giappone. Fondata nel 2020, gioca in B.League.

## Storia
Lo Yamaguchi Patsfive è una squadra di pallacanestro giapponese fondata a Ube nel 2020. Attualmente gioca in B3 League, la terza serie del campionato giapponese di pallacanestro.